# Mika Niikko
Pour les articles homonymes, voir Mika.
Mika Ilari Niikko (née le 20 janvier 1967 à Lahti) est un homme politique finlandaise.

## Biographie
Mika Niikko est directeur d'une organisation de jeunesse, éditeur de musique et ancien entrepreneur dans le secteur des balcons.
Originaire de Carélie, Mika Niikko vit à Korso et a une formation d'électricien.
Mika Niikko, pentecôtiste, a également étudié la théologie au collège Iso Kirja de Keuruu pendant trois ansopistolla,.
En 2000, il a arrêté ses activités entrepreneuriales et a fondé l'organisation spéciale de jeunesse Takaisin Elämään ry pour aider les jeunes ayant des problèmes et des crises de toxicomanie, et a été directeur exécutif de l'association jusqu'en 2011,.

## Carrière politique
Aux élections municipales finlandaises de 2008 il est élu conseiller municipal de Vantaa avec 493 voix
Aux élections municipales finlandaises de 2012, il est réélu avec 792  voix
Aux élections municipales finlandaises de 2017, il est réélu avec 1 265 voix
Aux élections municipales finlandaises de 2021, il est réélu avec 1 684 voix
Aux élections législatives  finlandaises de 2011, Mika Niikko est élu député du parti des Finlandais de la Circonscription d'Uusimaa avec 2 703 voix.
Aux élections législatives  finlandaises de 2015 il est élu de la Circonscription d'Uusimaa avec 4 273 voix.
Aux élections législatives  finlandaises de 2019, il est réélu avec 7 602 voix.
Aux élections législatives  finlandaises de 2023, il n'obtient que 2 247 voix et n'est pas réélu
Depuis 2019, Mika Niikko préside la commission parlementaire des affaires étrangères,.
Aux élections régionales finlandaises de 2022, il est élu avec 694 voix, conseiller régional de la Région de bien-être de Vantaa et Kerava.